# Vigma
Vigma — белорусский музыкальный лейбл, основанный в 1993 году. Крупнейший производитель музыкальных дисков в Беларуси. В марте 2011 года компания подписала договор о производстве и дистрибуции музыкальных альбомов, выпущенных «Белорусской музыкальной альтернативой» Виталия Супрановича (БМА). В результате "Вигма" стала более широко выпускать альбомы белорусскоязычных исполнителей (Змицера Вайцюшкевича, Алеся Камоцкого, Татьяны Беланогой) и групп: Eihelstraat (Могилёв), Guda, IQ48, Крамбамбуля, Палац, PANaNieba (Вилейка), Re1ikt (Светлогорск), BLAGI MAT!!! (Могилёв), Open Space (Минск). 
В 2011 году Vigma продала половину своих музыкальных альбомов на автозаправочных станциях, остальную часть — в гипермаркетах и небольших магазинах. 

## Деятельность
Ансамбль сотрудничает со многими известными исполнителями и композиторами Республики Беларусь: В. Раинчиком, И. Лученок, В. Вуячичем, Э. Ханком, В. Правалинским, Л. Барткевичем, А. Ярмоленко, А. Солодухой. Кроме того, фирма выпускает сольные компакт-диски известных исполнителей (среди которых Полина Смолова, Виктор Калина, Гюнешь Абасова и другие), а также различные тематические сборники популярной белорусской музыки («Музыкальные новинки», «Первый Интернационал» и другие). В 2011 году компания объявила о прекращении производства музыкальных аудиокассет, с которых Vigma когда-то начинала свою деятельность.

## Признание
По результатам редакционной премии музыкального портала «Experty.by» за 2011 год лейбл признан лучшим. «Лейбл-старожил, который вдруг очень цепко взялся за белорусскоязычную музыку и выпускает альбомы, которые, несмотря ни на что, очень хорошо продаются», — прокомментировал критик Алексей Александров из «Белорусов и рынка». 